# Ksawerów (powiat pajęczański)
Ksawerów – wieś w Polsce położona w województwie łódzkim, w powiecie pajęczańskim, w gminie Sulmierzyce.
W latach 1975–1998 miejscowość administracyjnie należała do województwa piotrkowskiego.
Zobacz też: 
- Ksawerów
- Ksawery